# Karl Josef Romer
Mons. Karl Josef Romer (* 8. července 1932, Benken) je švýcarský římskokatolický kněz, biskup a emeritní sekretář Papežské rady pro rodinu.

## Život
Narodil se 8. července 1932 v Benkenu. Po střední škole studoval filosofii v Appenzellu, teologii v Innsbrucku a Mnichově. Poté odešel studovat na Papežskou Gregoriánskou univerzitu v Římě, kde získal doktorát z dogmatické teologie.
Na kněze byl vysvěcen 22. března 1958. Po vysvěcení působil jako farní kněz v Sargansi a St. Gallenu. Poté byl přes Fidei Donum přemístěn do arcidiecéze São Salvador da Bahia. kde byl farním knězem a profesorem teologie na Universidade Católica do Salvador. Přednášel také na Papežské katolické univerzitě Rio de Janeiro.
Dne 24. října 1975 jej papež Pavel VI. jmenoval pomocným biskupem arcidiecéze São Sebastião do Rio de Janeiro a titulárním biskupem z Columnaty. Biskupské svěcení přijal 12. prosince 1975 z rukou kardinála Eugênia de Araújo Salese a spolusvětiteli byli biskup Joseph Hasler a biskup José Alberto Lopes de Castro Pinto.
Tuto funkci vykonával do 13. dubna 2002 kdy byl ustanoven sekretářem Papežské rady pro rodinu.
Dne 10. listopadu 2007 přijal papež Benedikt XVI. jeho rezignaci na post sekretáře z důvodu dosažení kanonického věku 75 let.